# サン・クガ・ダル・バリェス
サン・クガ・ダル・バリェス （カタルーニャ語: Sant Cugat del Vallès IPA：[ˈsaŋ kuˈɣad dəɫ βəˈʎɛs]）は、スペイン・カタルーニャ州バルセロナ県のムニシピ（基礎自治体）。スペイン語表記はSan Cugat del Vallés（サン・クガ・デル・バリェス）。自治体公式名称はカタルーニャ語のSant Cugat del Vallès。

## 歴史
古代ローマ時代、エガラ（現在のタラサ）とバルシノ（現在のバルセロナ）へと向かうアウグスタ街道の要地として、カストルム・オクタウィアヌム（Castrum Octavianum）の名で知られていた。キリスト教の伝統がこの地に早くに根付き、313年、伝道師であった聖ククファス（カタルーニャ語名Cugat）はこの地で殉教した。聖ククファスに捧げる修道院の建設が始まったのは11世紀で、それから50年ほどで町が成長した。
20世紀、バルセロナとの間をつなぐ鉄道が敷かれてから、町の性質は都市へと変貌していった。バルセロナから5kmほどの距離であるため、別荘地となったのである。1936年から1939年のスペイン第二共和政時代、町の名はピンス・ダル・バリェス（Pins del Vallés）であった。
1970年代以降、バルセロナのベッドタウンとして人口が急増し、近隣の都市ルビーと事実上一つの都市のようになっている。

## 人口
| サン・クガ・ダル・バリェスの人口推移 1900－2010         |
|                                                         |
| 出典:INE（スペイン国立統計局）1900年 - 1991年、1996年 - |

## 政治
自治体首長は集中と統一（CiU）のマルセ・クネーザ・イ・パジェス（Mercè Conesa i Pagès）で、自治体評議員は、集中と統一：15、カタルーニャ国民党（Partit Popular de Catalunya）：4、PSC-PM（Partit dels Socialistes de Catalunya-Progrés Municipal、PSC-PM、カタルーニャ社会党を中心とした連合体）：2、ICV-EUIA-E（カタルーニャ緑のイニシアティブとカタルーニャ統一左翼を中心とする連合体）：2、CUP-PA（Candidatura d'Unitat Popular-Poble Actiu）：2となっている（2011年5月22日の自治体選挙結果、得票順）
| 1999年6月13日自治体選挙 |        |        |          |
| 政党                    | 得票数 | 得票率 | 獲得議席 |
| CiU                     | 7,530  | 31.83% | 9        |
| PSCPMC                  | 6,840  | 28.91% | 8        |
| PP                      | 3,310  | 13.99% | 4        |
| IC-V-EPM                | 2,258  | 9.54%  | 2        |
| ERC-AM                  | 1,943  | 8.21%  | 2        |
| EUIA                    | 671    | 2.84%  | 0        |
| UNIS                    | 282    | 1.19%  | 0        |
| INDEP                   | 188    | 0.79%  | 0        |

| 2003年5月25日自治体選挙 |        |        |          |
| 政党                    | 得票数 | 得票率 | 獲得議席 |
| CiU                     | 11,709 | 37.25% | 10       |
| PSC-CPC-PM              | 6,958  | 22.13% | 6        |
| ERC-AM                  | 4,435  | 14.11% | 3        |
| ICV-EPM                 | 3,796  | 12.07% | 3        |
| PP                      | 3,560  | 11.32% | 3        |
| UNIS                    | 451    | 1.43%  | 0        |
| UADEP                   | 0      | 0%     | 0        |

| 2007年5月27日自治体選挙 |        |        |          |
| 政党                    | 得票数 | 得票率 | 獲得議席 |
| CiU                     | 13,424 | 45.28% | 14       |
| PSC-CPC-PM              | 4,382  | 14.78% | 4        |
| ICV-EUIA-EP             | 3,454  | 11.65% | 3        |
| PP                      | 2,636  | 8.89%  | 2        |
| ESQUERRA-AM             | 2,378  | 8.02%  | 2        |
| C's                     | 1,269  | 4.28%  | 0        |
| CUP-CAV                 | 895    | 3.02%  | 0        |
| その他                  | 322    | 1.08%  | 0        |

| 2011年5月22日自治体選挙 |        |        |          |
| 政党                    | 得票数 | 得票率 | 獲得議席 |
| CiU                     | 13,954 | 46.17% | 15       |
| PP                      | 3,759  | 12.44% | 4        |
| PSC-PM                  | 2,773  | 9.18%  | 2        |
| ICV-EUIA-E              | 2,569  | 8.50%  | 2        |
| CUP-PA                  | 2,346  | 7.76%  | 2        |
| ERC-AM                  | 1,474  | 4.88%  | 0        |
| C's                     | 681    | 2.25%  | 0        |
| その他                  | 1,222  | 4.05%  | 0        |

### 司法行政
サン・クガ・デル・バリェスはルビー司法管轄区に属す。

## 史跡
- サン・クガ修道院（スペイン語版） - 9世紀に建てられた最初の修道院部分は、回廊に残る。サラセン人による襲撃で破壊されたため、11世紀にロマネスク様式で再建された。バルセロナ伯の領内で重要な修道院であった。
- サン・メディル礼拝堂（スペイン語版） - ローマ時代に築かれたとされるが、再建されたため当時の建物は残っていない。中世、サン・クガ修道院が所有した。
- アルメ邸（スペイン語版） - モデルニスモ建築
- リュック邸（スペイン語版） - モデルニスモ建築

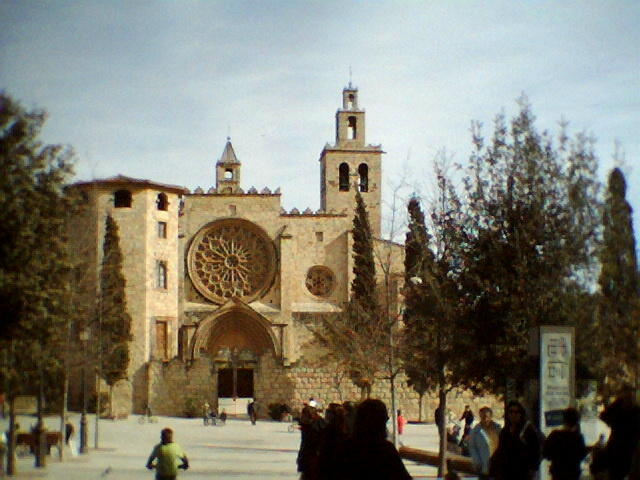
サン・クガ修道院
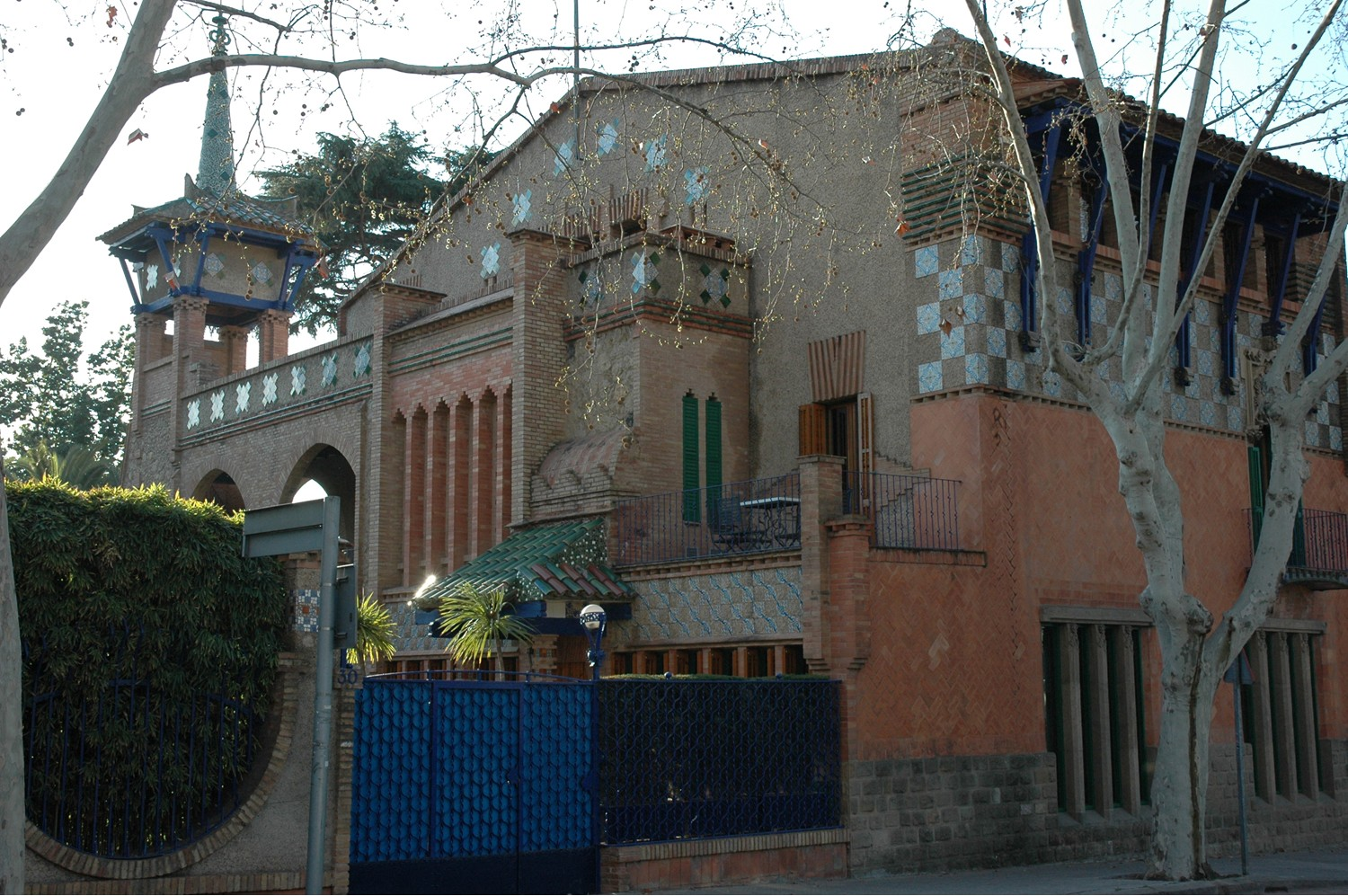
アルメ邸
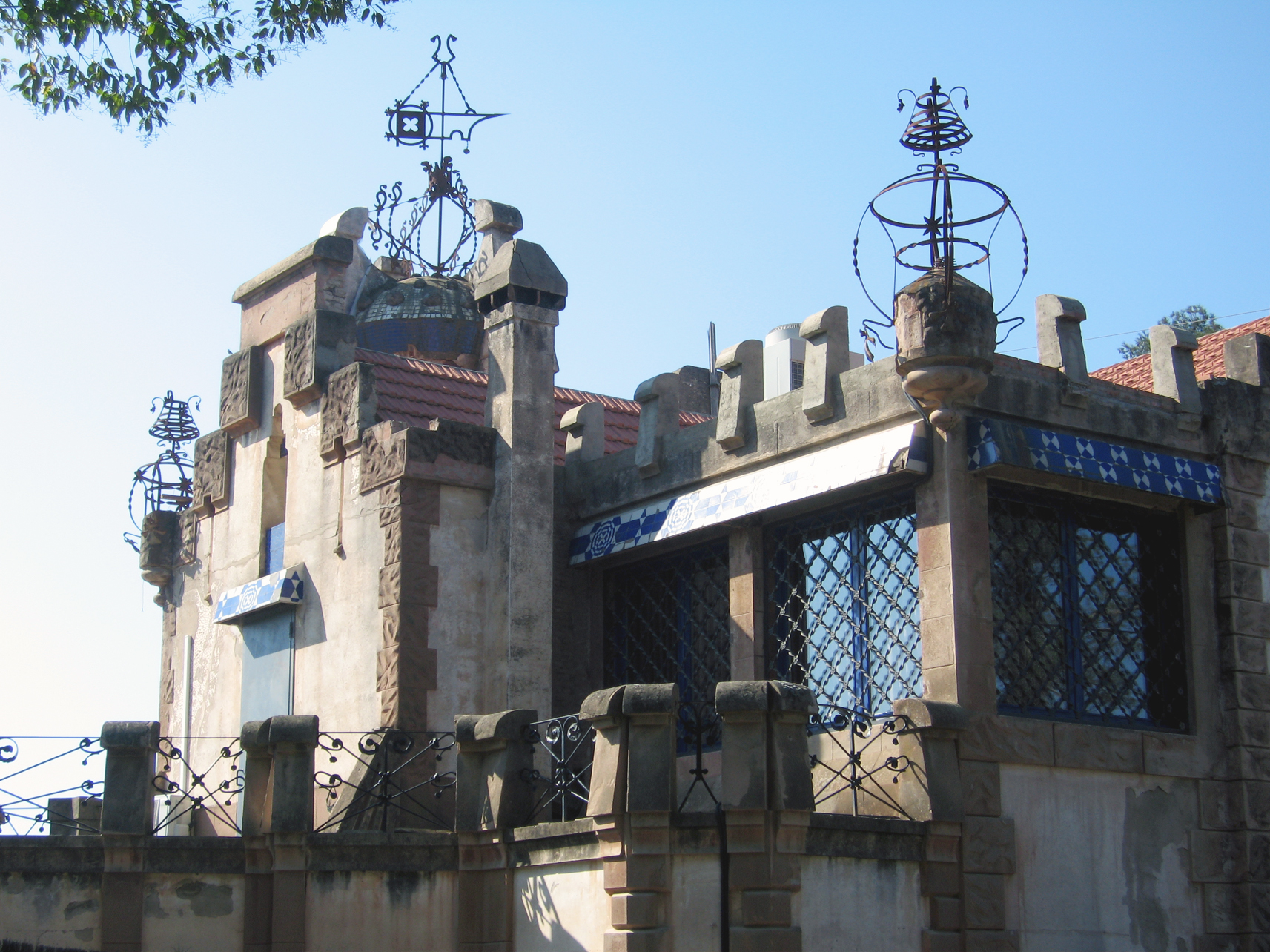
リュック邸

## 学校

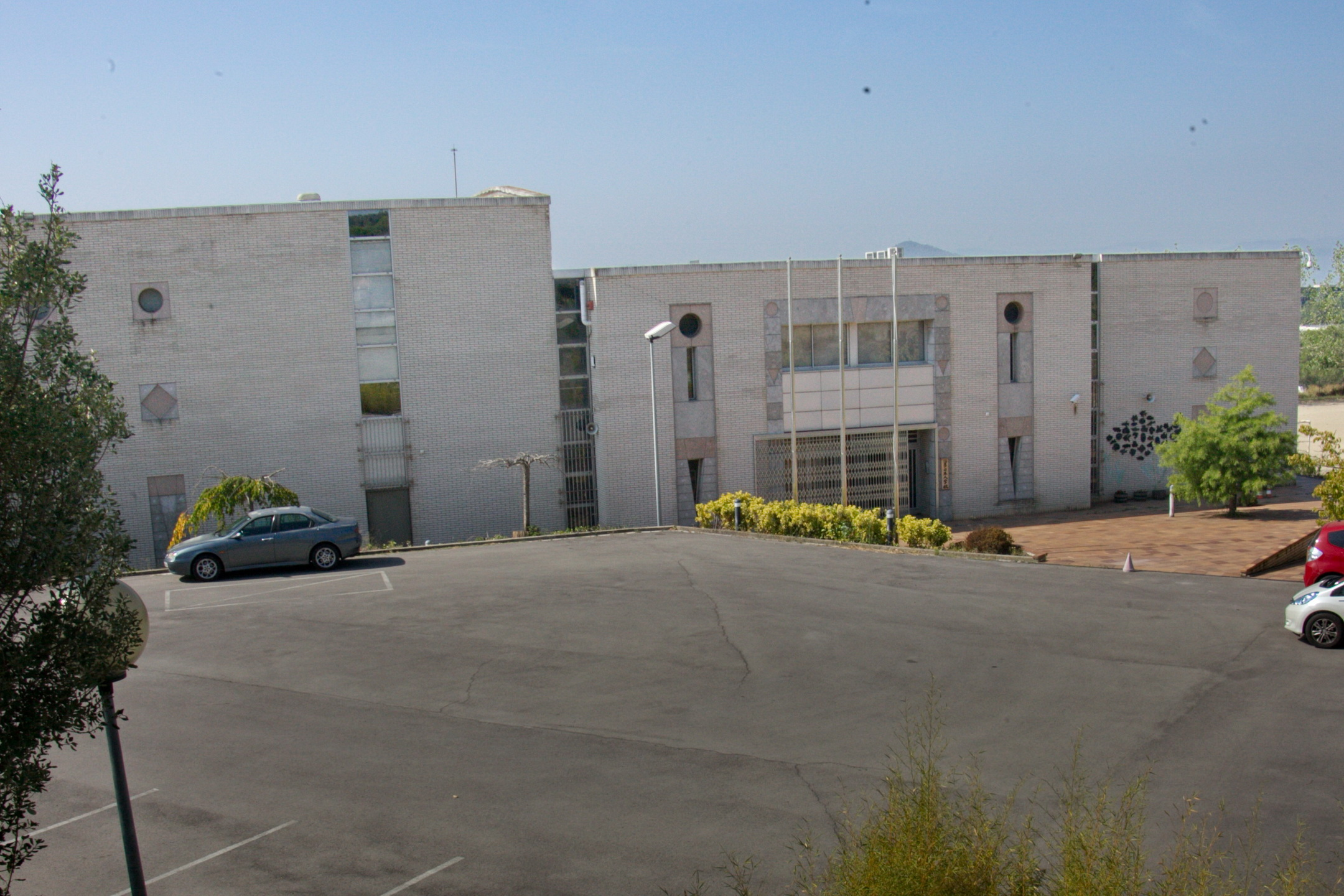
バルセロナ日本人学校

- バルセロナ日本人学校

## 出身著名人
- ルベン・チャウス - モーターサイクルロードレースライダー
- エマ・ビララサウ - 女優
- カルラス・デルクラウス・イス - 芸術家
- ロザリア - 歌手

## 姉妹都市
- アルバ、イタリア